# 山形明朗
山形 明朗（やまがた あきら）は、日本のピアニストである。バリトン歌手としても活動。2016年より東京コンテンポラリーシアターのメンバー。第12回宝塚ベガ音楽コンクールピアノ部門第1位、同時に特別賞を受賞。新潟県上越市出身。東京学芸大学教育学部卒業。 東京藝術大学大学院音楽研究科器楽専攻（ピアノ）修了。

## 演奏歴

### ピアニスト
- 2003〜2008  Sonitus チャリティーコンサート サントリーホール・六本木
- 2004.12  アンサンブル・シュエット演奏会 プーランク ピアノ六重奏 自由学園明日館講堂・池袋
- 2005.10  ConTempo弦楽四重奏団演奏会  東京芸術大学ホール
- 2006.5 東京芸術大学 シューマンシリーズ 松坂隼hr. 東京芸術大学奏楽堂
- 2006.8 小山裕幾 フルートリサイタル 六花亭・札幌
- 2007〜2009.8  岩原pitinn サマータイムコンサート 桜井大士vn. 岩原pitinn
- 2007.3  ピアノ ソロリサイタル 新潟・上越市
- 2007.10 NewSoundScape '96 大野雄太hr. 東京
- 2007.10 早川邦宏 ファゴットリサイタル 大倉山記念館・横浜
- 2007.12  サイレントイブジョイントコンサート 海老澤洋三vc.  鹿児島
- 2008.5  東京六大学合唱連盟 第50回記念定期演奏会  山田和樹指揮 東京芸術劇場・池袋
- 2008.5 　松本圭子 ソプラノリサイタル 王子ホール・銀座
- 2008.11  羽柴累 ヴィオラリサイタル  新潟
- 2009.3〜7  シャネル・ピグマリオンデイズ  印田千裕vn.  シャネルネクサスホール・銀座
- 2009.8 木部敏司 バリトンリサイタル 川口リリアホール
- 2009.9 オフィス設計コンサート 印田千裕vn.  オフィス設計ビル・六本木
- 2009.11  松本圭子 ソプラノリサイタル 王子ホール・銀座
- 2010.5  音の出る展覧会 中澤きみ子vn. ポーラミュージアム・銀座
- 2010.5  KIMIKO'S COLORING DAYS 中澤きみ子vn.  HakujuHall・渋谷
- 2010.10 ゴラン・コンツェル ヴァイオリンリサイタル  東京
- 2011.7  大塚恵美子 ソプラノリサイタル  さいたま市
- 2011.10  東日本大震災チャリティーピアノリサイタル  新潟・上越市
- 2011.11  Byungwon Lim ヴァイオリンリサイタル  韓国・釜山
- 2011.11  松本圭子 ソプラノ リサイタル 王子ホール・銀座
- 2011.12  ダニエル・ホン ヴァイオリンリサイタル  Musicasa・代々木
- 2012.6  橋森ゆう希・岡本誠司 ヴァイオリンジョイントコンサート 麻布セントメアリー教会
- 2012.9  ジウォン・ファン ヴァイオリンリサイタル  サロンデュオ・代々木
- 2013.3  Trio Yamagata 春の音楽会 山形真成vn. 神田将エレクトーン 「ラフマニノフ ピアノ協奏曲第2番」旧奏楽堂・上野
- 2013.3  ルーマニア国立コンスタンツァ歌劇場オーケストラコンサート  「ラフマニノフ  ピアノ協奏曲第2番」高橋勇太指揮
- 2013.8  日本香港国際文化交流事業第2回演奏会  逗子文化プラザホール
- 2013.8 木部敏司 バリトンリサイタル 川口リリアホール
- 2013.11  大西律子 ヴァイオリンコンサート  金浄寺・鶴岡
- 2013.12  松本圭子 ソプラノリサイタル  王子ホール・銀座
- 2014.3  海老澤洋三 チェロコンサート  津田沼
- 2014.4  上越ハートフルコンサート  山形忠顕ten. 山形真成vn.  上越文化会館
- 2014.4  Trio Yamagata 春の音楽会 山形忠顕ten.山形真成vn.  いちょうホール・八王子
- 2014.6  東西四大学合唱連盟演奏会 関西学院大学グリークラブ  京都コンサートホール